# مدرسه حقوق دانشگاه دوک
مدرسه حقوق دانشگاه دوک (انگلیسی: Duke University School of Law) مدرسه حقوق و یکی از واحدهای تشکیل دهندهٔ دانشگاه دوک، دورهام، کارولینای شمالی، آمریکا است. این مدرسه برنامه‌هایی در زمینه‌های حقوق تجارت، حقوق تطبیقی و حقوق بین‌الملل، و مالکیت فکری، و غیره ارائه می‌دهد.
حقوق دوک یکی از ۱۴ مدرسه حقوقی است که به‌طور پیوسته در صدر برترین مدارس رتبه بندی سالانه یواس نیوز اند ورلد ریپورت' قرار می‌گیرند. از جمله سرشناس‌ترین دانش آموختگان این مدرسه رئیس‌جمهور سابق آمریکا ریچارد نیکسون است.